# Conic Island
Conic Island (kinesiska: 飯甑洲, 饭甑洲) är en ö i Hongkong (Kina). Den ligger i den nordöstra delen av Hongkong.